# ホルミル化
ホルミル化（ホルミルか、formylation）とは、有機反応のうち、水素やハロゲン原子をホルミル基（-CHO、アルデヒド基）に変換するものを指す。本項では求電子剤を用いる人名反応と遷移金属触媒を用いるものを概説する。
アルデヒドを合成する手法としては、アルコールを酸化したり、カルボン酸やカルボン酸誘導体を還元するものも多用されるが、それらがホルミル化と呼ばれることは少ない。

## 求電子剤を用いるホルミル化

### 芳香族求電子置換反応
電子供与基を持つ芳香環上の水素をホルミル基に置き換える手法が19世紀より知られている。以下のように、求電子的な反応活性種を芳香環に作用させて求電子置換反応を起こし、後処理で加水分解してベンズアルデヒド誘導体を得る。
ガッターマン・コッホ反応
一酸化炭素と塩化水素とルイス酸から活性種を得る。
ガッターマン反応
この方法ではシアン化水素（またはシアン化亜鉛）と塩化水素とルイス酸から活性種を得る。
ビルスマイヤー・ハック反応
ホルムアミド誘導体へリン酸トリクロリドなどの求電子剤を反応させた塩化イミドイルを活性種とする。
ダフ反応 (Duff reaction)
ヘキサメチレンテトラミン (HMT) を酸で活性化させてフェノールをホルミル化する反応。
HMTを用いるアルデヒド合成は他にサムレット反応 (Sommelet reaction) が知られる。
{\displaystyle {\ce {{ArCH2Cl}+ {HMT}+ heat -> ArCHO}}}
ライマー・チーマン反応
この反応ではクロロホルムと塩基から発生させたジクロロカルベン (:CCl2) が活性種となる。
フリーデル・クラフツ反応
ジクロロメチルメチルエーテルを基質としたフリーデル・クラフツ反応を行うと、ホルミル化生成物を与える。
{\displaystyle {\ce {{ArH}+ {Cl2CHOCH3}+ AlCl3 -> ArCHO}}}

### 有機リチウムを中間体とするホルミル化
芳香環のリチオ化によりアリールリチウムを発生させることができれば、DMF で捕捉してアリールアルデヒドに変換できる。アリールリチウムはブチルリチウムなどによる金属ハロゲン交換やオルトリチオ化で発生させることができるため、本法は電子供与基を持たない芳香環をホルミル化する際の一般的な手法とされている。
{\displaystyle {\ce {{Ar-Li}+ {OHC-N(CH3)2}-> Ar-CHO}}}

## 遷移金属触媒を用いるホルミル化
アルケンに一酸化炭素と水素を加え、コバルトやロジウムなどを中心とする適切な触媒を作用させるとアルデヒドが得られる。この反応はヒドロホルミル化（オキソ法）として工業的に広く用いられてきた。
{\displaystyle {\ce {{RCH=CHR'}+ {CO}+ {H2}+ Co}}} または Rh触媒 {\displaystyle {\ce {-> RCH2-CHR'-CHO}}}
同様に、ハロゲン化アリールに対してパラジウムなどの触媒、一酸化炭素、水素を作用させると、ベンズアルデヒド誘導体が得られる。
{\displaystyle {\ce {{Ar-I}+ {CO}+ {H2}+ Pd}}}触媒{\displaystyle {\ce {-> Ar-CHO}}}
これらはいずれも、一酸化炭素が金属上への配位を好む性質が利用されている。